# Arjan van Duinen
Arjan van Duinen (Winschoten, 26 oktober 1973) is een Nederlands volleyballer.
Hij is geselecteerd geweest door Joop Alberda voor het Nederlands volleybalteam in 1994. Hij heeft vier interlands op zijn naam staan.

## Carrière
Van Duinen is begonnen bij BRC te Winschoten (later W&O geheten) en heeft gespeeld bij Donitas (1992-1994: 1996-1998), Sudosa (1994-1996), Lycurgus (1998-1999) en Vrevok (2000-2003) waarvan het laatste jaar als assistent-coach onder leiding van Michel Everaert. In 2003 was hij coach en trainer van damesteam Armixtos te Amsterdam. Van 2005 tot 2011 speelde van Duinen bij Martinus te Amstelveen in verscheidende teams. Hij ging in 2012 bij Spaarnestad spelen.